# Callisphyris pepsioides
Callisphyris pepsioides är en skalbaggsart som beskrevs av Barriga och Peña 1994. Callisphyris pepsioides ingår i släktet Callisphyris och familjen långhorningar. Inga underarter finns listade.